# Зуево (Свердловская область)
Зу́ево — деревня, располагавшаяся на территории современного Гаринского городского округа Свердловской области России.

## Географическое положение
Располагалась на левом берегу реки Тавда в 55 км к востоку от районного центра посёлка Гари, в 124 км к северо-западу от села Таборы и в 339 км к северо-востоку от Екатеринбурга.

## История
Казацкая деревня Зуева была основана в середине XVIII века. В 1868 году — 8 дворов, население — 39 человек (15 мужчин и 24 женщины). В XIX — начале XX века административно-территориально принадлежала к Пелымской волости Туринского округа Тобольской губернии. В советское время Зуево вошла в состав Троицкого сельсовета Гаринского района. Решением Свердловского облисполкома от 7 декабря 1950 года деревня Зуево была передана из Троицкого сельсовета в состав Кузнецовского сельсовета Гаринского района.
Согласно переписным листам переписи населения Российской империи 1897 года, жители деревни носили следующие фамилии: Зуев,
Мальцов,
Токарев,
Конюхов,
Носов,
Кривоногов,
Аникин,
Казанцев,
Клеванов.

## Демография
В 1893 году в деревне было 6 дворов Население составляло 40 человек.

## Религия
Зуево относилась к приходу Троицкой церкви села Троицкого (Воргинского).